# Kotri

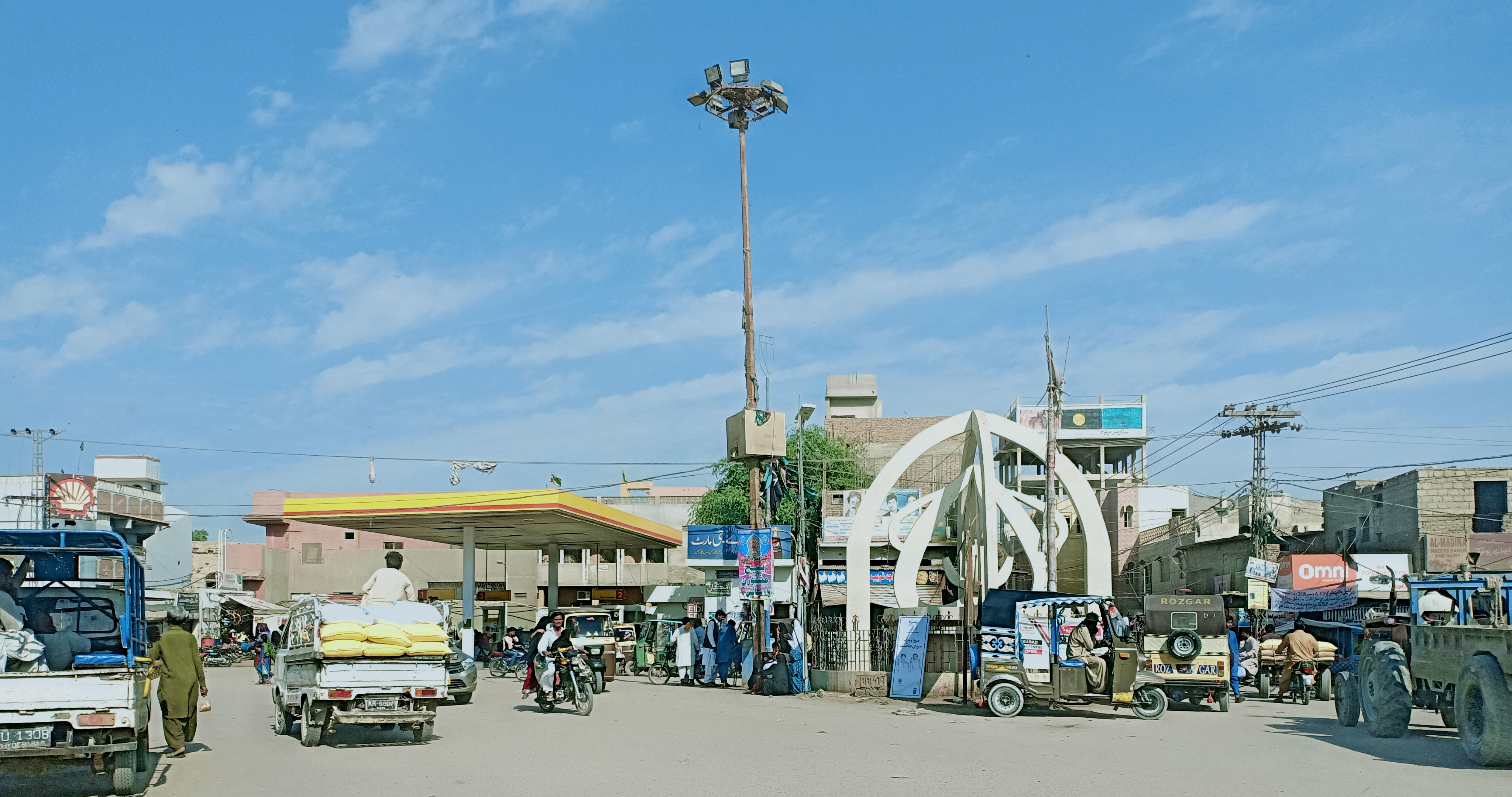
Stadt Kotri

Kotri (Sindhi ڪوٽڙي, Urdu کوٹری) ist der Verwaltungssitz des Thesil Kotri des Distrikts Jamshoro in der Provinz Sindh in Pakistan. Sie liegt am rechten Ufer des Indus. Als wichtiger Eisenbahnknotenpunkt ist Kotri über eine Brücke mit Hyderabad auf dem gegenüberliegenden Ufer verbunden. Die 1854 als Gemeinde gegründete Stadt verfügt über Jute-Mühlen und Fabriken, die Telefon- und Telegrafenausrüstung herstellen.

## Bevölkerungsentwicklung
| Zensusjahr | Einwohnerzahl |
| ---------- | ------------- |
| 1972       | 29.746        |
| 1981       | 39.390        |
| 1998       | 62.085        |
| 2017       | 259.358       |

## Wirtschaft
In Kotri wird Jute verarbeitet. Es gibt auch Fabriken, die Telefon- und Telegraphengeräte herstellen. Die Gegend um Kotri bietet Bewässerungsmöglichkeiten für Reis, Weizen und Baumwolle. Ein Damm kontrolliert die Indus-Überschwemmungen, erzeugt Strom und bewässert den Boden in der Region.

## Bildung
Die Mehran University of Engineering and Technology befindet sich in der Stadt.